# Senilitate
Senilitatea sau marasmus senilis (termen introdus de Johann Christian Reil în 1796) se referă la deteriorarea treptată a funcțiilor fizice și cognitive asociată înaintării în vârstă. Acest proces natural de îmbătrânire afectează toate organele și țesuturile și este denumit în patologie „atrofie fiziologică legată de vârstă.” Se caracterizează prin reducerea masei organelor și țesuturilor și, adesea, prin acumularea de lipofuscină în celule, cunoscută și sub numele de „atrofie brună”. Atrofia legată de vârstă se manifestă prin limitări funcționale ale organului afectat, cum ar fi tulburările de memorie asociate cu atrofia cerebrală. Slăbirea generală a sistemului imunitar și reducerea mobilității pot fi, de asemenea, semne ale îmbătrânirii. 
Anumite boli, cum ar fi osteoporoza (caracterizată prin diminuarea densității osoase), pot apărea ca rezultat al proceselor naturale de atrofie legate de vârstă.
Afecțiunile care se dezvoltă pe fondul senilității pot duce la insuficiența unor organe și, ulterior, la deces. Totuși, senilitatea în sine nu este considerată o cauză directă a decesului; există întotdeauna cauze specifice, identificabile prin examinări morfologice detaliate, care uneori pot fi stabilite doar printr-o autopsie.